# Kötött kesztyű

Kézimunkával készült kesztyű a 10. századból. (Cluny Múzeum, Párizs)

A kötött kesztyű a kesztyűk egy fajtája: az, amit nem szabással és varrással állítanak elő, hanem amit kézi vagy gépi kötéssel formára kötve készítenek el.
A kötött kesztyűk nyersanyagát a felhasználási célnak megfelelően választják ki. Melegítő kesztyűket gyapjúból vagy poliakrilnitrilből (akrilból) készítenek, a munkakesztyűk anyaga pamut, vagy különböző speciális tulajdonságú (például hőálló, vagy nagy szilárdságú) szintetikus fonal. A kötött kesztyűket sok esetben utólagos kezeléssel látják el (bolyhozás, kidomborodó PVC pettyekkel való borítás, műanyag bevonat stb.), ezek a kezelések a kesztyű alkalmazási területeinek igényeivel vannak összhangban.

## Történet
A kézimunkával (kötéssel vagy horgolással) készült kesztyűk első ismert, ránk maradt példányát, amely egy 10. század elejéről származó papi kesztyű, a párizsi Cluny Múzeumban őrzik.

## Kézzel kötött kesztyű
A kesztyű alapvetően cső alakú részekből áll, ennek megfelelően kézi kötéséhez 4 tűt használnak. A kézimunkával kötött kesztyű készítését a kézelő (mandzsetta) kötésével kezdik, ez a csuklónál rugalmas szerkezetű szakasz. Ehhez csatlakozik a tenyér-ill. kézfejrész, majd az ujjak. Amikor a kézelő fölött a tenyérrész kötésekor elérik azt a magasságot, ahol a hüvelykujj helye van, a hüvelykujjnak megfelelő szakaszon a szemeket egy biztosítótűre szedik fel és tovább kötik a tenyérrészt. Egyujjas kesztyűnél a kesztyű négy ujjat magában foglaló részét fogyasztással (azaz a szemek számának fokozatos csökkentésével) alakítják ki. Ezután visszatérnek a hüvelykujjhoz, a biztosítótűn lévő szemeket ismét a kötőtűkre szedik fel és megkötik a hüvelykujjat, aminek végét szintén fogyasztással keskenyítik el és ezzel fejezik be a kesztyű kötését. 
Az ötujjas kesztyű kézelőjét és tenyér részét az ujjak kezdetéig hasonlóképpen készítik az ujjak kezdetéig, és az ujjakat körkötésben és az ujjhegyek fogyasztásával egyenként kötik meg, majd a hüvelykujjat is befejezik.

## Géppel kötött kesztyű

### Kesztyűkötés kézi síkkötőgépen

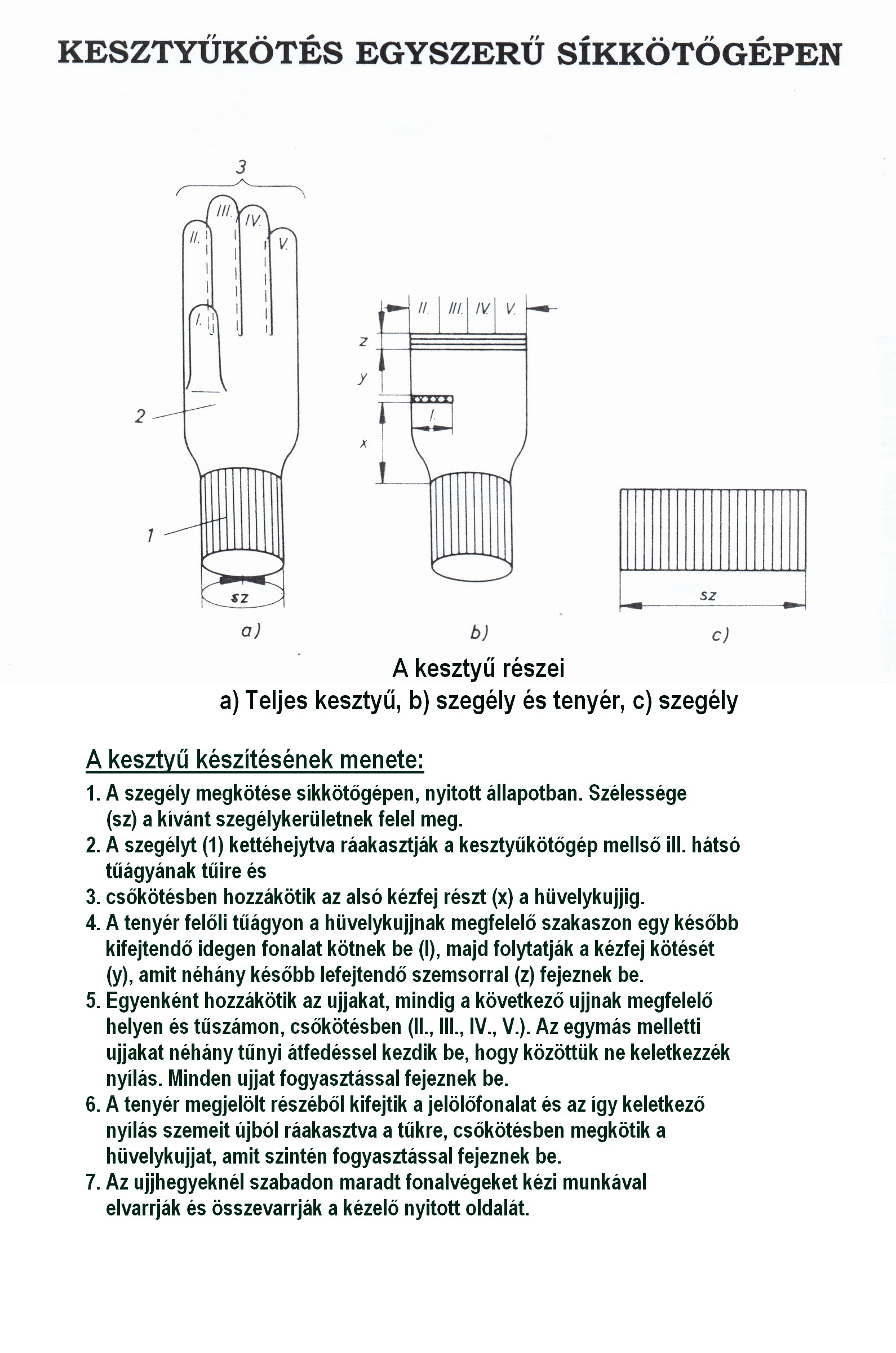
Kesztyűkötés menete kézi síkkötőgépen

Az egyszerű, kézi működtetésű síkkötőgépeken lényegében hasonlóképpen készítik el a kesztyűt, mint kézi kötéssel, csak nem kötőtűket használnak, hanem a gép tűin állítják elő a kötést. A síkkötőgépeken megvan a lehetőség arra, hogy két tűágyukat kihasználva körkötést készítsenek (itt ezt szaknyelven csőkötésnek nevezik), ami az ujjak és a tenyér kötéséhez szükséges. Minthogy azonban a szegélykötés önmagában is igényli a két tűágy használatát, ez nem készülhet csőkötésben, így azt nyitott lap formájában kötik meg, majd keresztben kettéhajtva visszaakasztják a mellső, illetve hátsó tűágy tűire és hozzákötik – most már csőkötésben – a tenyér részt. A szegély nyitva maradt oldalát utólag összevarrják.

### Kesztyűkötés automata kesztyűkötőgépen

A kesztyű kötésének menete automata kesztyűkötőgépen

A korszerű automata kesztyűkötőgépek a kötést – a kézi kötéssel ellentétben – az ujjak megkötésével kezdik. Sorra megkötik a kisujjtól kezdve a mutatóujjig az ujjakat, ezután a felső tenyérrész következik a hüvelykujj tövéig, majd a hüvelykujjat kötik meg. Ezután készül a tenyérrész alsó része, végül a kézelő kötésével fejeződik be a kötés. Az ujjak hegyét itt szaporítással (a szemek számának növelésével) alakítják ki.
Az ily módon készített kesztyű bármelyik kézre felhúzható. Vannak olyan automata kesztyűkötőgépek, amelyek a hüvelykujj bekötését kihagyják, de a tenyérnek azon a részén, ahova a hüvelykujjat utólag be kell kötni, egy jelzőfonalat helyeznek el. Ha ezt a jelzőfonalat kibontják, a helyén egy nyílás keletkezik, amelynek szélső szemeit egy erre a célra szolgáló másik kötőgép tűire akasztják rá és ez hozzáköti a hüvelykujjat, az ujjhegynél fogyasztva, majd le is zárva. Ezzel a technikával külön készíthető jobb- ill. balkezes kesztyű, ami azonban ‑ tekintettel a bonyolultabb és munkaigényesebb eljárásra ‑ drágább is, de szebb, igényesebb kivitelt biztosít. Varrott kesztyűk bélésének gyártásához például ez az alkalmasabb módszer, mert a bélésnek illeszkednie kell a külső kesztyű kialakításához, az pedig szinte kizárólag a tenyérbe illesztett hüvelykujjal készül.
Az automata kesztyűkötőgépeken lehetőség van egyujjas kesztyű és mintás kötésű, plüsskötésű stb. kesztyűk készítésére is.
Kötött kesztyűket készítenek bőrkesztyűk bélelésére is, és kötött kesztyű alkotja igen sokféle munka- és védőkesztyű alapját is. Például a kötött kesztyűt a csúszásmentesítés érdekében elláthatják  PVC-ből készült, kidomborodó pettyekkel, vagy bevonhatják műanyag réteggel (ezek az ún. mártott kesztyűk), ami különböző vegyszerek hatása ellen védi a kezet stb. 
Készítenek olyan kötött kesztyűket is, amelyeken az ujjakat nem zárják le, sőt lehetőség van lábra húzható „lábtyűk” (ujjakkal ellátott harisnyák) kötésére is.

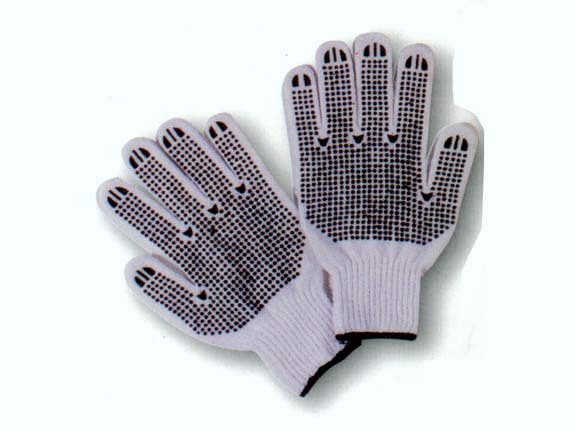
Csúszásmentesített kötött munkakesztyű

## Külső hivatkozások
- Matsuya kesztyűkötőgépek  Archiválva 2006. augusztus 30-i dátummal a Wayback Machine-ben
- Shima Seiki kesztyűkötőgépek
- Mindenféle a kesztyűkről
- A kötött kesztyű
- Kötött munka- és védőkesztyűk